# Ermitage de Santa Caterina del Sasso
L'ermitage Santa Caterina del Sasso (italien : Eremo di Santa Caterina del Sasso) est un ermitage catholique situé dans la commune de Leggiuno, dans la province de Varèse et la région de Lombardie, en Italie. Il est situé sur un éperon rocheux sur la rive Est du Lac Majeur. Il se trouve à 15 mètres au dessus du niveau du lac sur une falaise de 60 mètres de haut.

## Histoire
L'ermitage a été fondé par Alberto Besozzi natif d'Arolo (it) qui est arrivé sur les lieux à la suite d'un naufrage sur le lac Majeur vers 1170. Alors qu'il faisait du commerce dans le Verbano (it), il est surpris par une tempête et se met alors à prier sainte Catherine d'Alexandrie de lui venir en aide. Ses compagnons d'infortune meurent dans le naufrage mais lui échoue à proximité de Leggiuno aux pieds d'un rocher nommé "Ballaro".
Déclaré bienheureux, il se retire sur place. Dans un premier temps, il se nourrit de ce qu'il trouve sur place et du pain donné par les voisins à l'aide d'un panier qui descend le long de la paroi.
En 1195, les villages voisins demandent à Besozzi de prier afin de mettre fin à la épidémie de peste. Il est exaucé au bout de huit jours et décide ensuite de rendre hommage en construisant une chapelle dédiée à sainte Catherine,.
À sa mort en 1205, Besozzi est enterré sur place. Petit à petit, les pèlerins arrivent de plus en plus nombreux pour se recueillir.
Deux églises accompagnent la première chapelle : la première, construite en 1270, est dédiée à sainte Marie Nova et l'autre, construite en 1310, à saint Nicolas, saint patron de navigateurs,. Leur existence est attestée à partir du XIVe siècle : 1301 pour la chapelle Saint-Nicolas, 1310 pour l'église Sainte Marie Nova, 1315 pour l'église Sainte-Catherine.
Au départ, l'ermitage devait être un cenobium sans rattachement particulier à un ordre. Cette situation a été clarifiée par une bulle émise par l'archevêque Aicardo Antimiani (it) en 1334.
En 1379, en raison de graves problèmes économiques, l'ermitage est rattaché à l'Ordre de saint Ambroise ad Nemus.
Entre les XVe et le XVIe siècles, les trois églises sont regroupées dans un sanctuaire unique avec un cloître,.
En 1643, le Pape Urbain Urbain VIII décide par une bulle de fermer l'ermitage. En 1670, les lieux reprennent vie grâce aux Carmélites de Mantoue mais les Habsbourg décident de les fermer à nouveau en 1770 face au manque de religieux. Commence alors une période de déclin du site qui est donné à la Paroisse de Leggiuno en 1775,.
Au début du XVIIIe siècle, les lieux sont le théâtre d'un miracle. En effet, cinq énormes rochers se décrochent de la montagne mais restent accrochés à la paroi sans abîmer l'église en dessous. Certains de ces rochers suspendus sont retrouvés à terre en 1910, les derniers sont retirés lors de travaux de restauration en 1983.
Le site a été classé Monument national en 1914. Au cours du XXe siècle, la paroisse de Leggiuno a cherché en vain un ordre religieux voulant s'occuper de l'ermitage. Finalement en 1970, la province de Varèse acquiert l'ermitage et lance des travaux de restauration qui dureront jusqu'en 1986. Une première phase d'urgence est réalisée entre 1973 et 1974. Une seconde phase de consolidation et de restauration de l'ensemble du site a lieu entre 1979 et 1984.

## Description des lieux

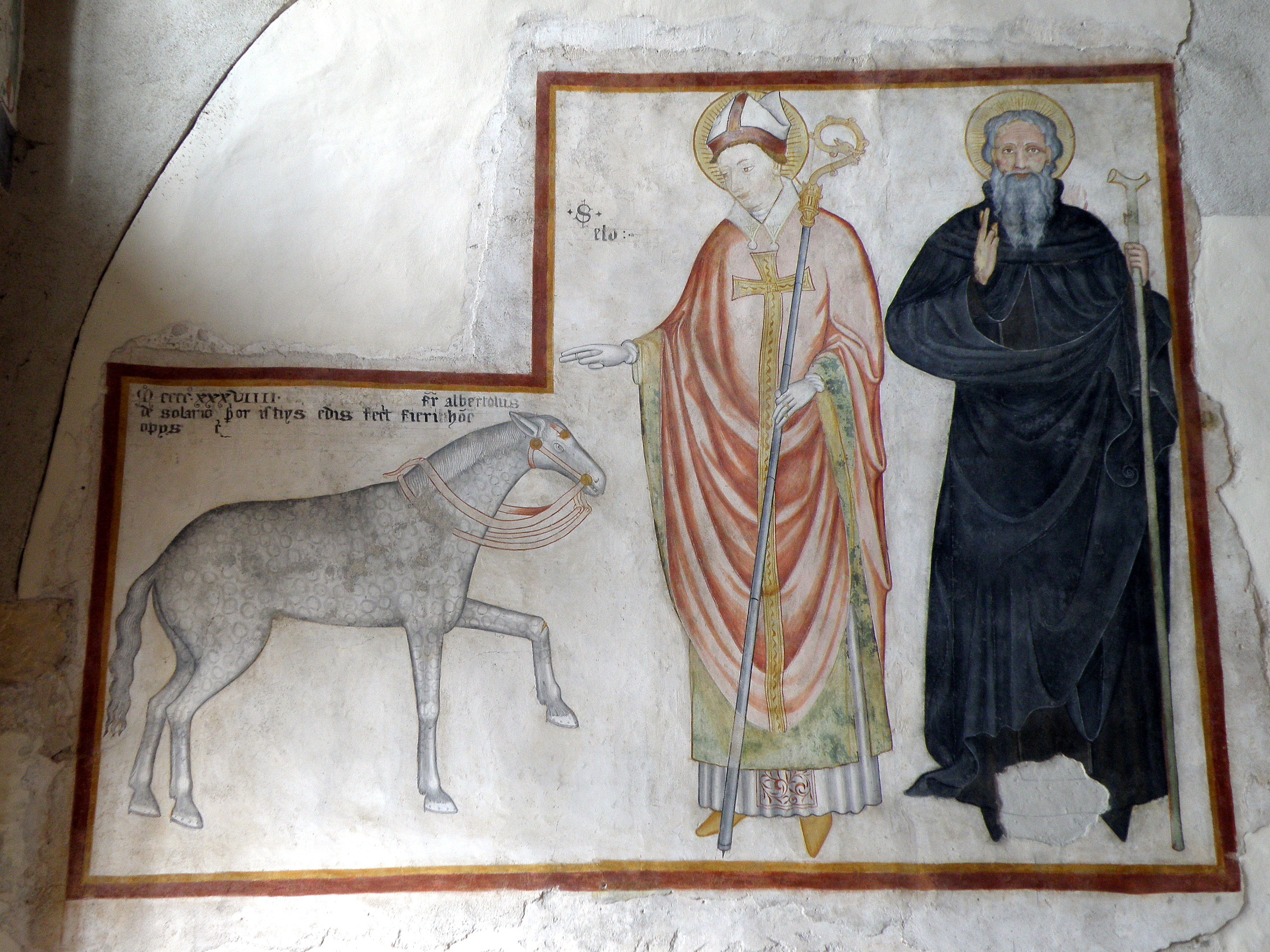
Saint Eloi et Saint Antoine guérissant un cheval, fresque de la salle capitulaire.

Le site est aujourd'hui composé du couvent méridional, du petit couvent et d'une église. L'entrée du site se fait par un couloir bordé d'arches en granit qui longe le couvent méridional. Le visiteur rentre ensuite dans la salle capitulaire ornée de fresques restaurées. Cette pièce offre une double hauteur en raison de la suppression d'une voûte en croisée d'ogives. Les fresques de cette salle datent probablement du milieu du XIVe siècle. Elles représentent la crucifixion de Sainte Catherine et Saint Ambroise, Saint Antoine et Saint Éloi guérissant un cheval (datée de 1439). La cheminée porte l'emblème des Carmélites réformées.

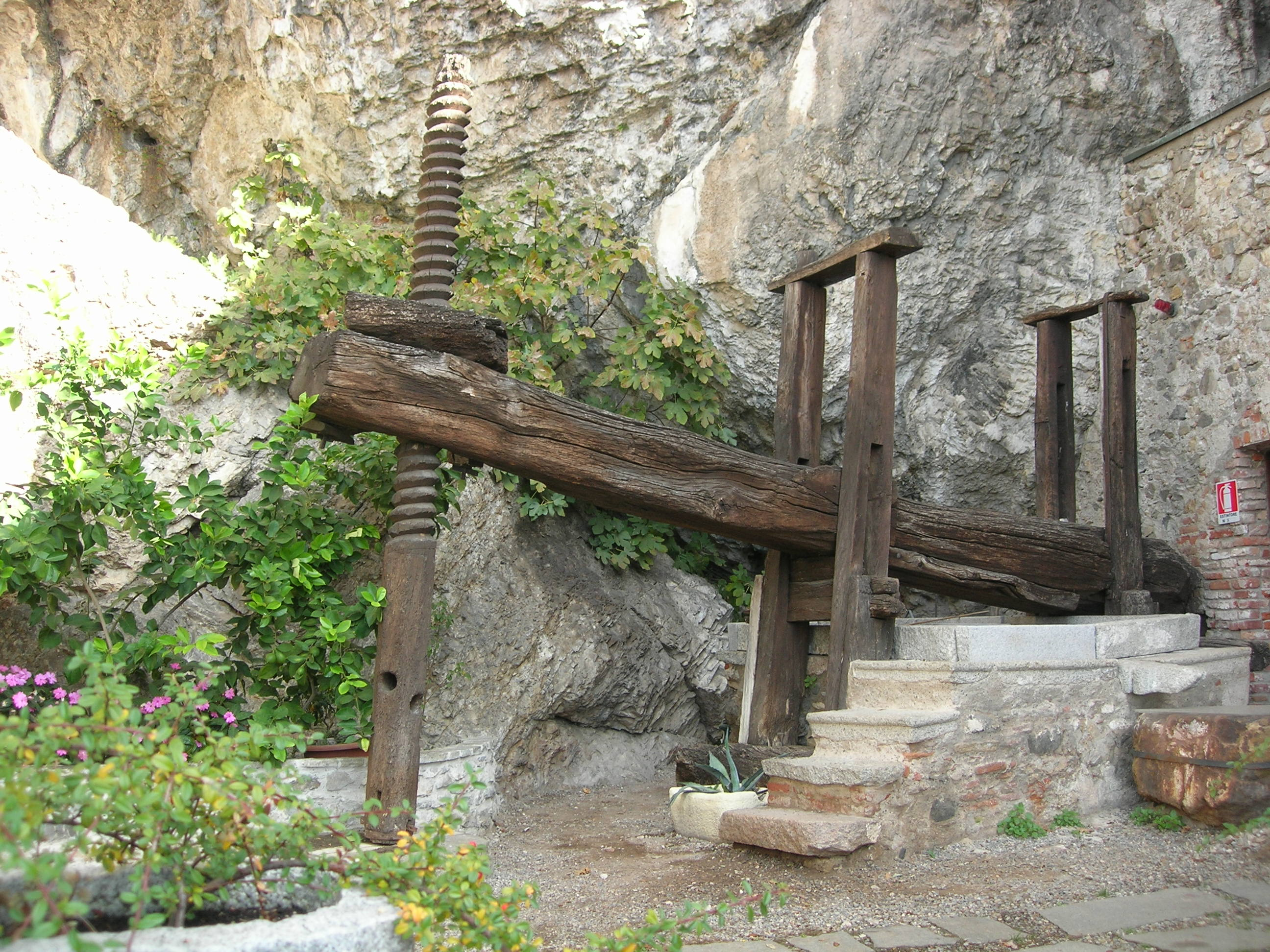
Pressoir dans la cour de l'ermitage.

On entre ensuite dans le petit couvent face à la cour du pressoir. Au rez-de-chaussée se trouve le réfectoire, les cellules des frères se trouvent à l'étage. La cour donne sur une église dotée d'un clocher du XIVe siècle.
L'église actuelle regroupe les différentes chapelles construites au fil du temps : Sainte Catherine, Sainte Marie Nova, Saint Nicolas et Saint Albert. Le corps d'Alberto Besozzi repose dans cette dernière chapelle. L'accès à l'église se fait par un portique à quatre arches de type Renaissance qui abrite des fresques. Il date probablement de 1508, date inscrite sur la façade.
Le maître-autel se trouve à côté de l'entrée de l'église. Il date du XVIIe siècle et abrite un retable de 1612 de Giovanni Battista de Advocatis.

## Ordres religieux en charge de l'ermitage
| Date      | Ordre religieux                          |
| --------- | ---------------------------------------- |
| 1250-1314 | Ordre des Dominicains                    |
| 1314-1379 | Ordre de Saint-Augustin                  |
| 1379-1645 | Ordre de saint Ambroise ad Nemus         |
| 1645-1770 | Ordre du Carmel                          |
| 1986-1996 | Ordre des Dominicains                    |
| 1996-2019 | Ordre de Saint-Benoît                    |
| 2019-     | Fraternité franciscaine de Béthanie (it) |

Sources,,

## Situation et accès

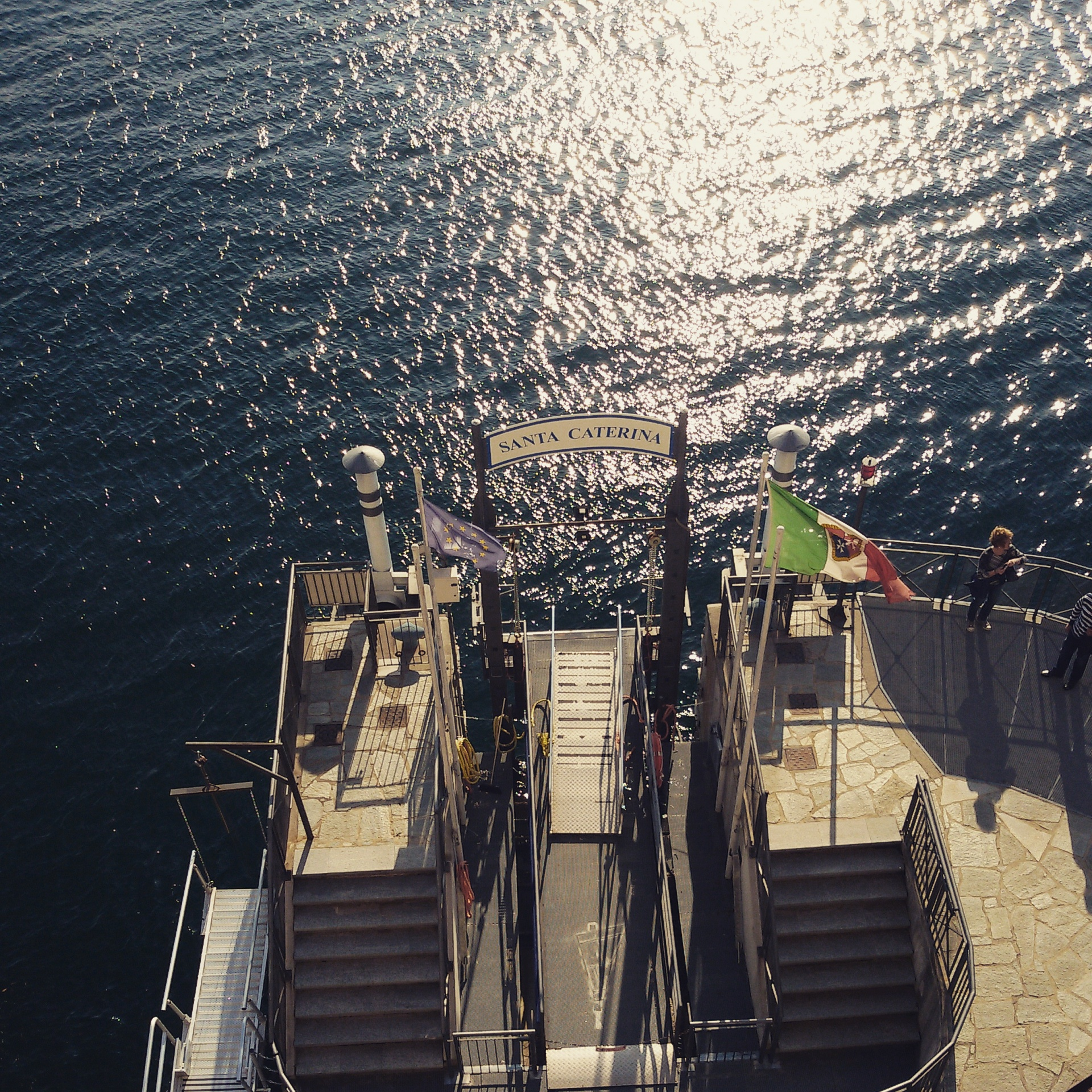
Embarcadère de Santa Caterina del Sasso.

On peut accéder au monastère à pied en descendant un long escalier sinueux de 268 marches ou par le biais d'un ascenseur (construit en 2009) depuis un parking situé sur les hauteurs de l'ermitage. Le site est également desservi par les ferrys de l'Entreprise publique navigation des lacs (it). Un escalier de 90 marches permet alors de rejoindre le site,.

## Galerie

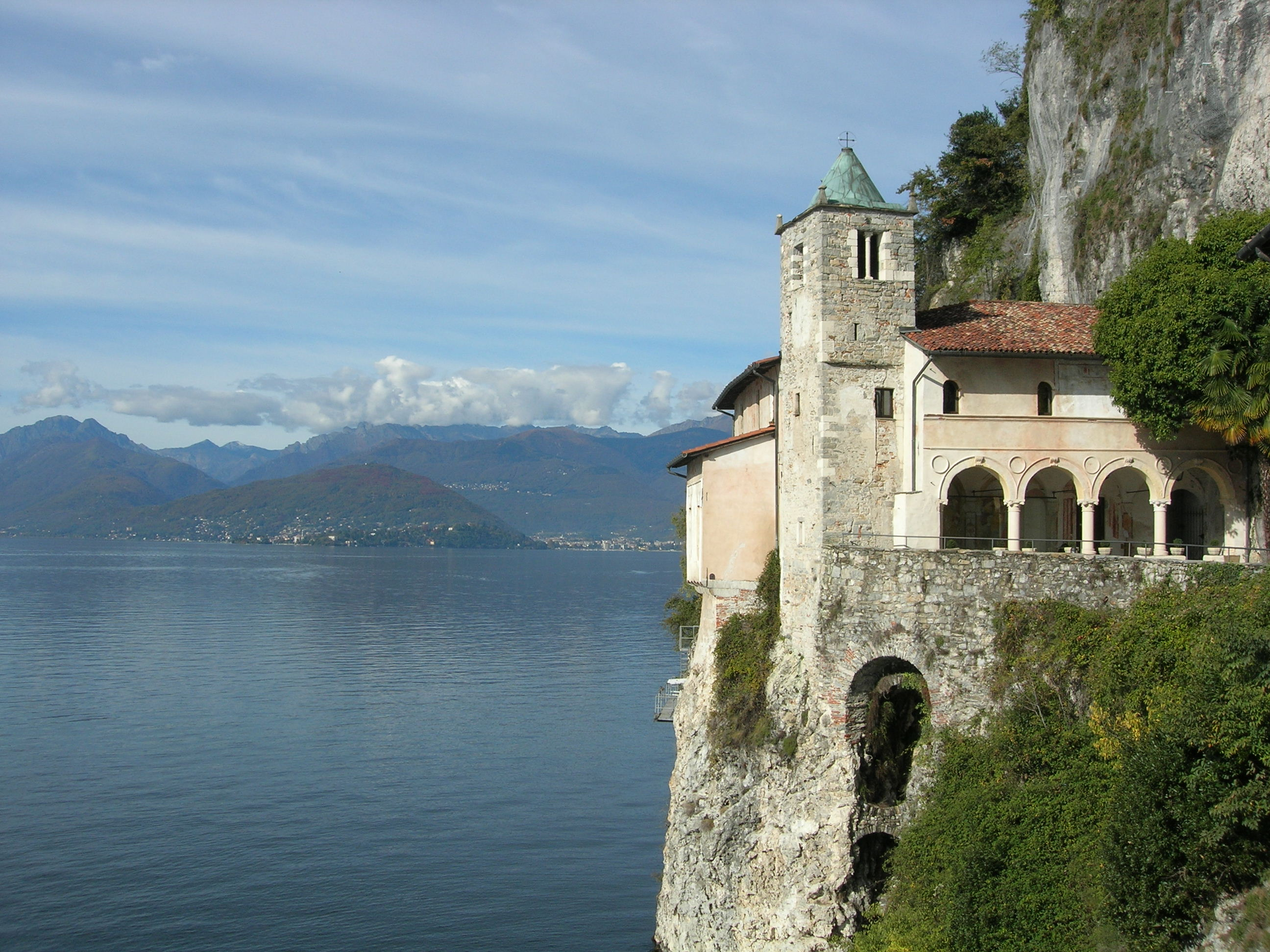
L'église Sainte-Catherine avec le Lac Majeur dans le fond.
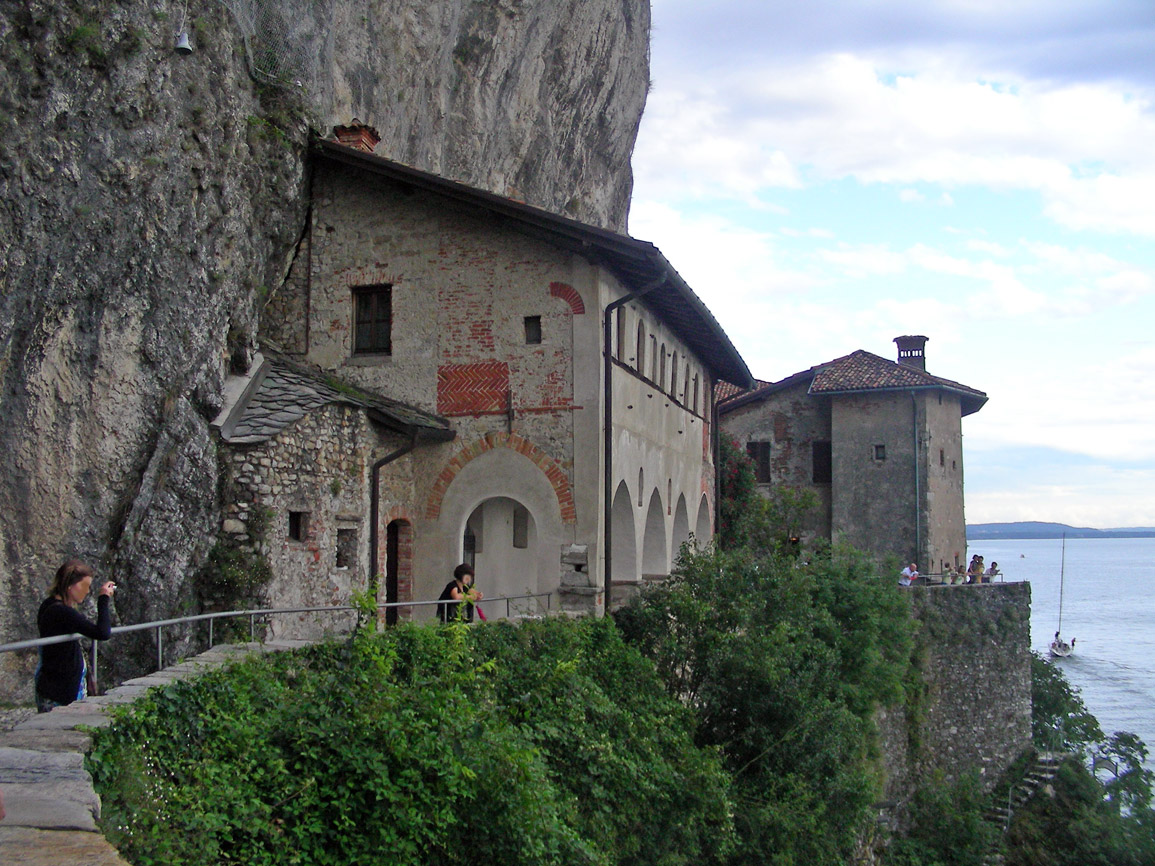
Le couvent vu depuis l'entrée de l'église Sainte Catherine.
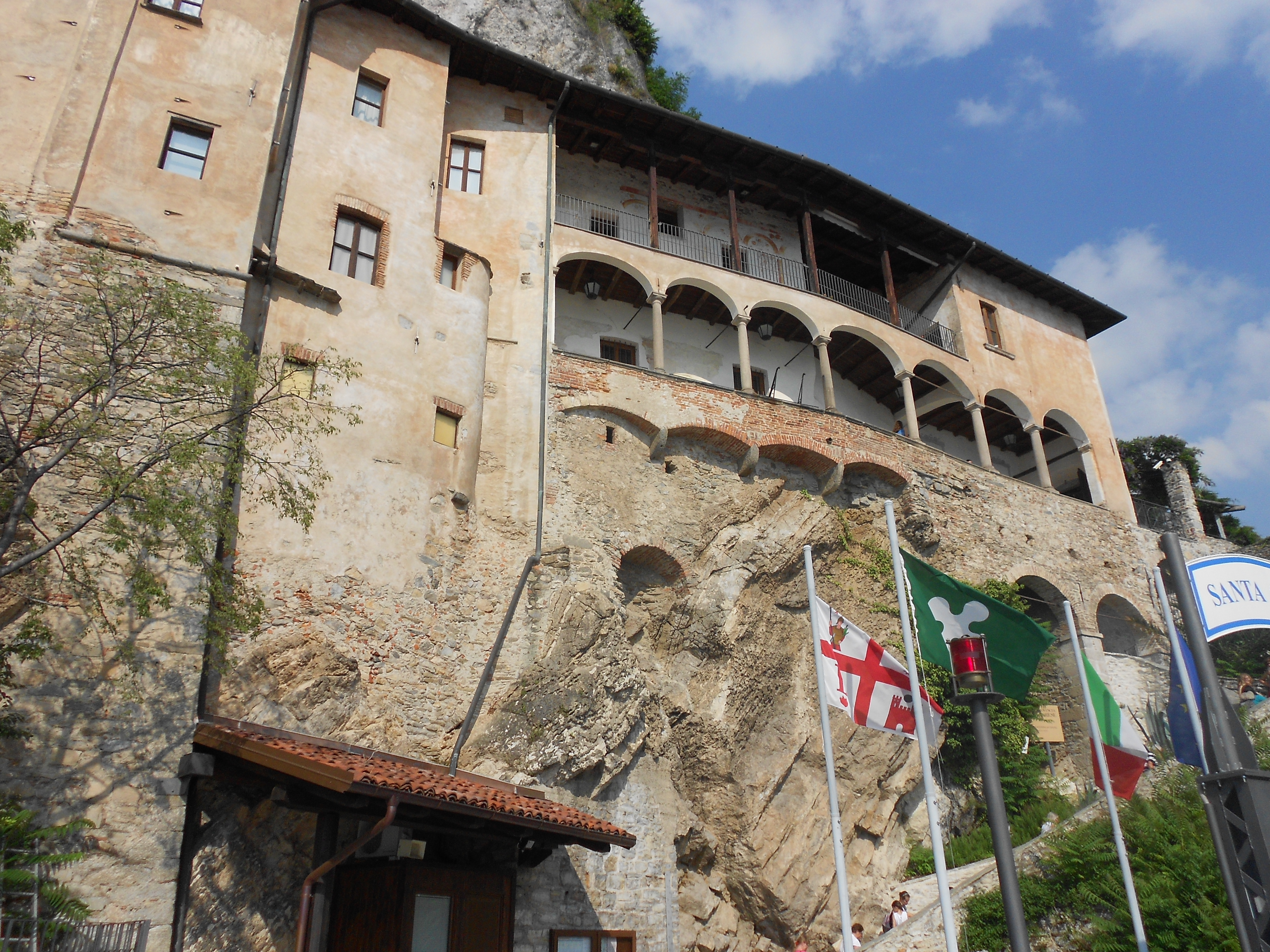
L'ermitage vu depuis l'embarcadère au bord du lac.
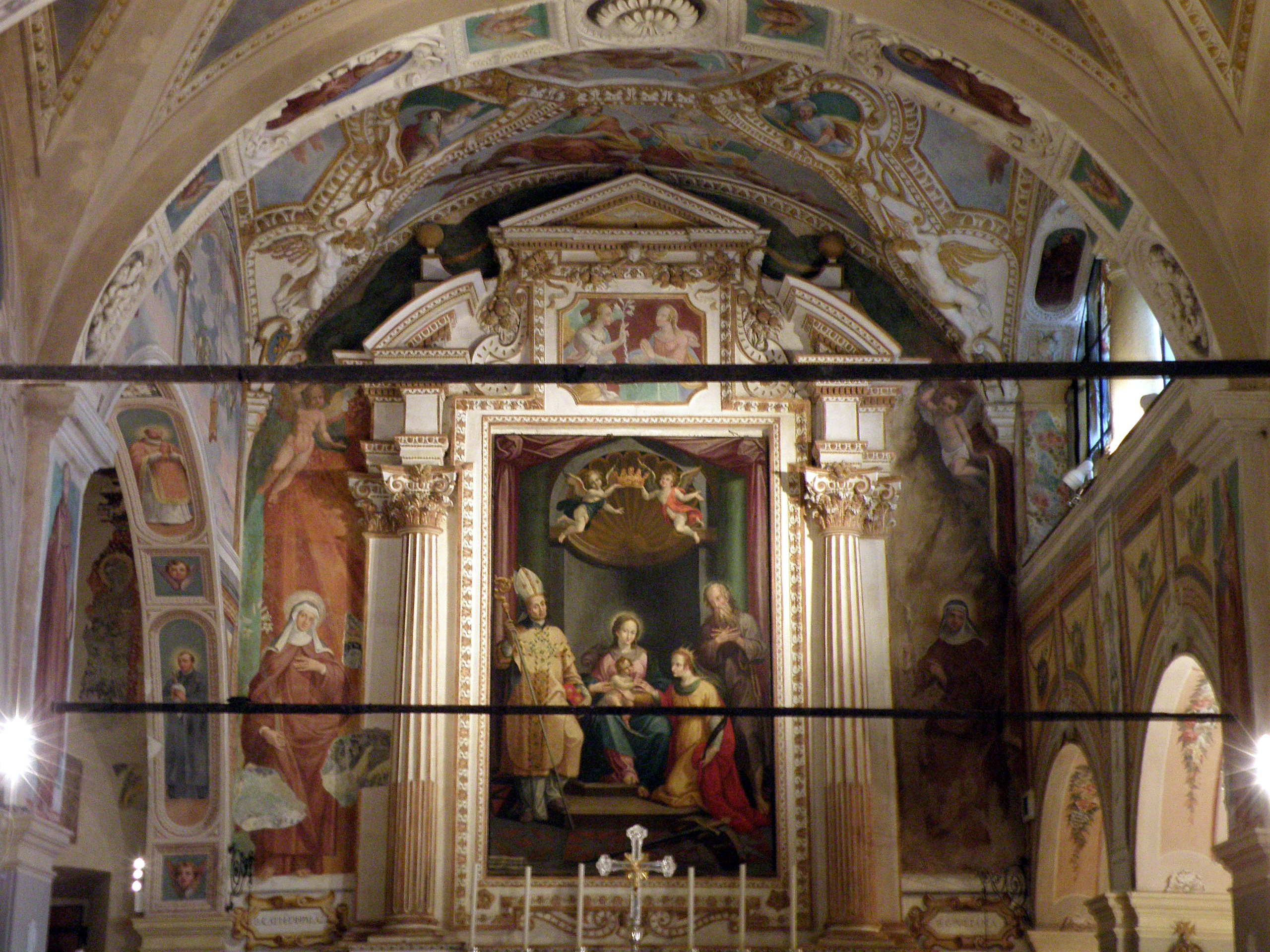
Maître-autel de l'église.
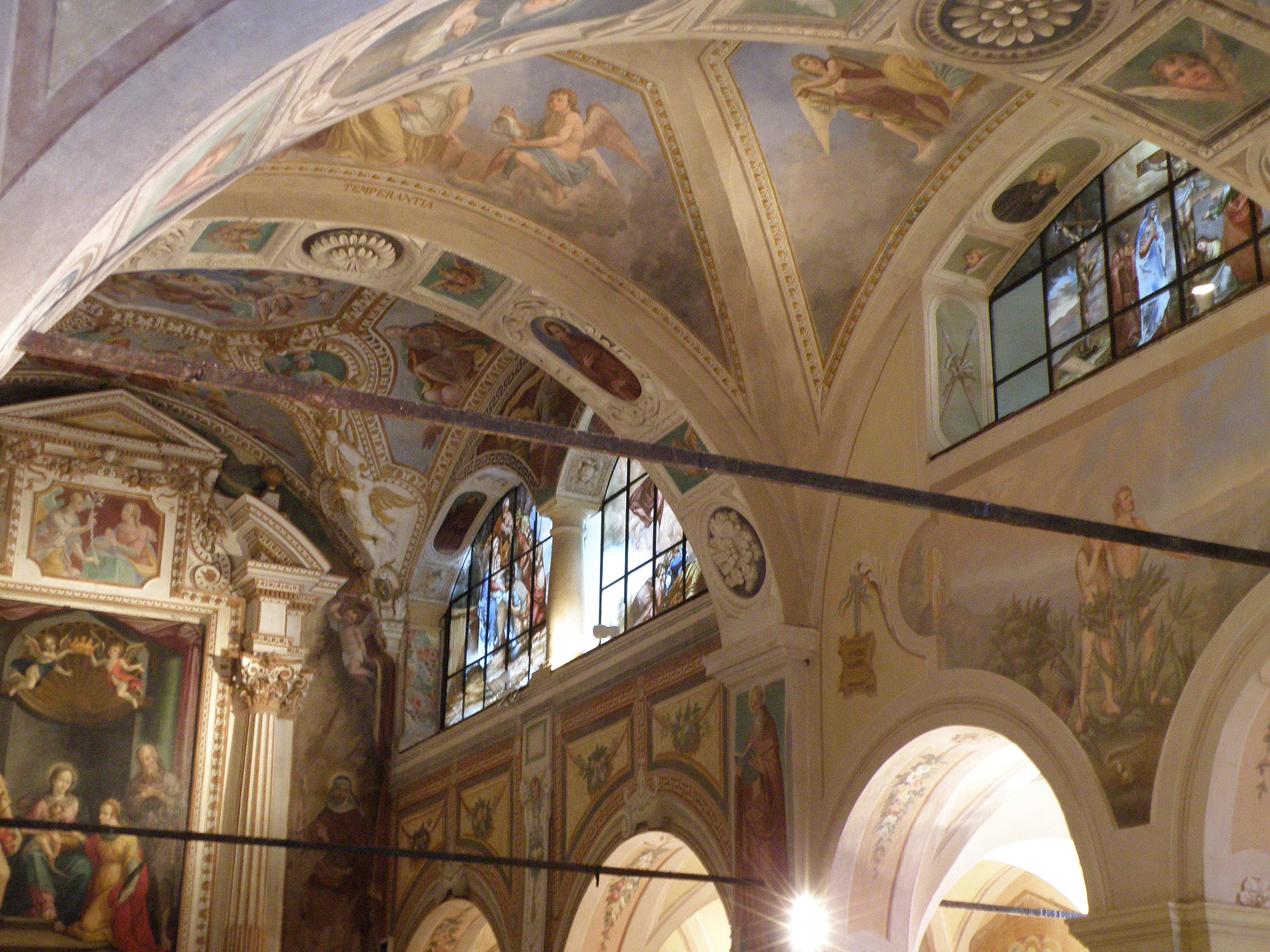
Plafonds de l'église.
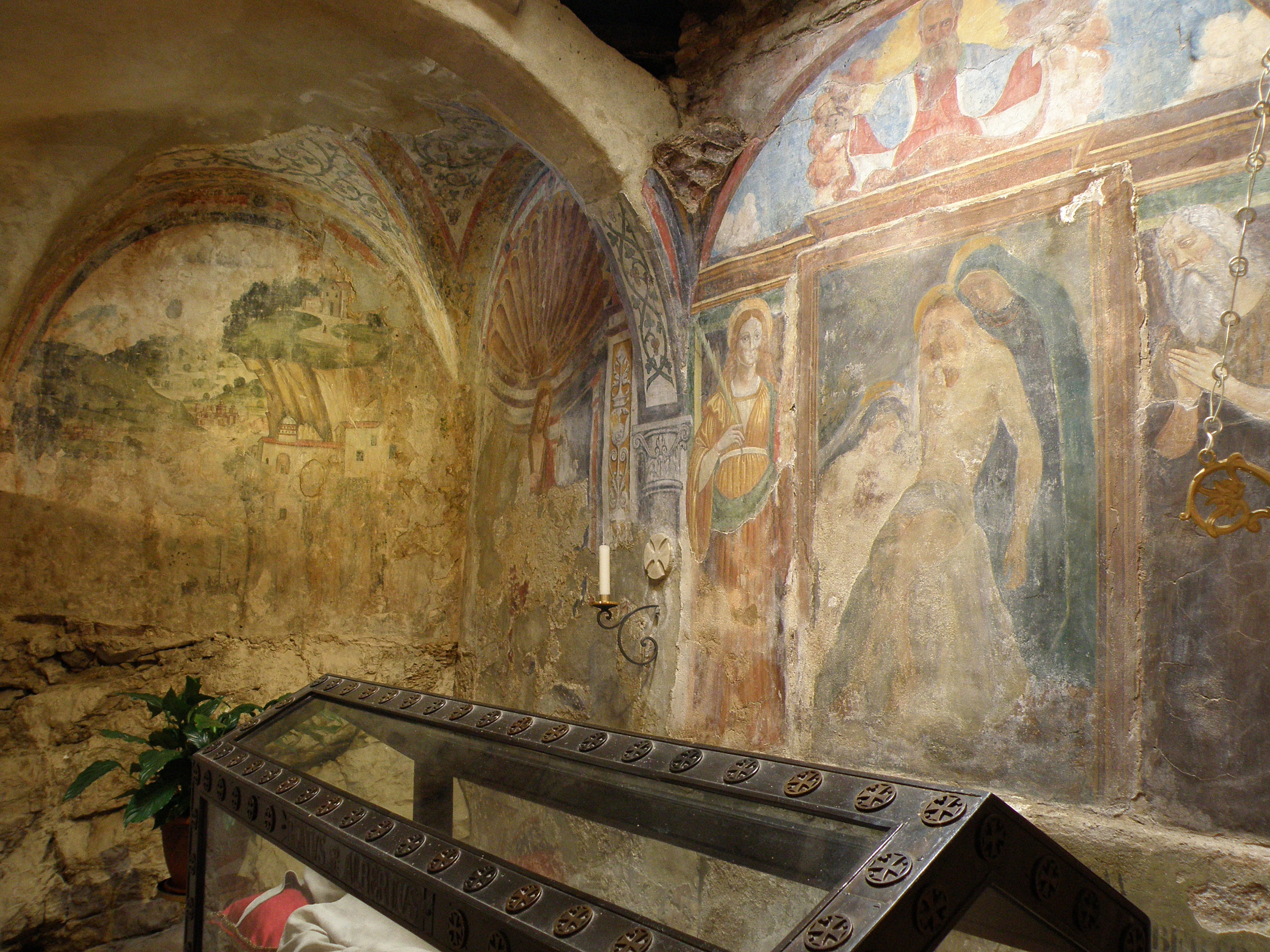
Chapelle Saint Albert où repose le corps d'Alberto Besozzi.